# Lisa Winter
Lisa Winter (nacida el 5 de noviembre de 1986) es una ingeniera, roboticista y personalidad televisiva estadounidense. Es conocida por su trabajo en la serie de televisión BattleBots, donde compitió con numerosos robots y actualmente es juez.

## Primeros años
Al crecer en Wisconsin, desde temprana edad expresó interés en la robótica. En 1996 se unió a su padre en la construcción de robots para competencias de combate. Asistió a la preparatoria Miramonte y luego se graduó de la Universidad de California en Santa Cruz (UCSC) con una licenciatura en artes.

## Concursos de robots
Ella era parte del equipo «Robot Action League».

### Robot Wars
Winter compitió por primera vez en 1996, cuando tenía 10 años, en Robot Wars en San Francisco. Su robot se llamaba «Dough Boy» y consistía en una base de aluminio y cuchillas que giraban horizontalmente. Eventualmente se convirtió en la campeona mundial de peso mediano de Robot Wars.

### BattleBots
Winter ha sido parte de cada temporada de BattleBots. Compitió en las temporadas 1 a 7 y fue juez de las temporadas 8 a 11. Sus BattleBots incluyen: Tentoumushi, Mr. Squeeky, Plan X y Mega Tento.
En 2000, Winter y su compañero competidor Christian Carlberg aparecieron en The Tonight Show con Jay Leno para demostrar sus robots y realizar una mini pelea.

## Carrera
Después de graduarse de la UCSC, trabajó a tiempo parcial para la empresa de robótica de su padre antes de ser contratada por una empresa de diseño industrial. Cofundó Robot11, una empresa de juguetes inteligentes, en 2011. En 2013, diseñó un dispositivo portátil social para Kwame Corp. A partir de 2020, es Gerente de proyectos de ingeniería en Mattel.

## Vida personal
Winter está en la junta directiva de Women In Robotics. También ofrece su tiempo como voluntaria para hacer etiquetas de rastreo para el Centro de Mamíferos Marinos en Marin, CA. Ella es vegana.